# Munk (adelsslægter)
 For alternative betydninger, se Munk (flertydig). (Se også artikler, som begynder med Munk)
Munk er et navn, der førtes af en række danske adelsslægter og af enkelte adelsmænd med helt andre våbener.

## Slægten Munk med bjælken
Slægten Munk med bjælken førte enten en guld bjælke i rødt felt eller en med en
grøn vinranke belagt sølv bjælke i blåt, på hjelmen to røde vesselhorn, hvert belagt med en guld bjælke, eller to jernklædte arme, holdende et guldrammet spejl. Trugils Palnesen nævnes 1318. Han var vistnok farbroder til kong Valdemar Atterdags marsk, hr. Palne Jensen Munk. Hr. Peder Munk til Holbækgård, der endnu levede 1367, var fader til rigsråden hr. Mogens Pedersen Munk til Boller, der var en af dronning Margrethes betroede mænd, og som 1410 faldt i det uheldige slag ved Eggebæk, og til hr. Stig Munk til Nørgård, hvis efterslægt også kaldte sig Mus og Due. Sidstnævntes sønnesøns søn, Svend Munk til Torp, som 1525 takseredes blandt adelen i Vendsyssel, var vistnok sidste mand af denne linje, der førte bjælken uden vinranke.
Til "Vinranke" Munk'ernes ældre linje hørte Valdemar Atterdags kansler Niels Jensen Munk til "Keldebæk", muligvis broder til den ovennævnte marsk og måske farfader til hr. Erik Jensen af Stadsgård, som var stamfader til slægten Lykke, der også førte den vinrankebelagte bjælke. Til den yngre linje hørte "unge" Christen Nielsen Munk til Gjessinggård (død 1612), der kommanderede en eskadre til England i egenskab af admiral. Sidstnævnte linjes nyere slægt deltes atter i en ældre og yngre linje. Til den ældre hørte kaptajn Niels Munk til Serridslevgård, der henimod midten af det 17. århundrede blev berygtet for processer, som han anlagde mod folk, hvem han beskyldte for trolddomssager og skaffede på bålet. Hans søn, chef for artilleriet, generalmajor og hvid ridder Laurids Munk til Brejninge (død 1702), deltog bl.a. i Wismars belejring 1675. Kaptajn Søren Munk (død 1727), af den nyere slægts yngre linje, var med i Tordenskjolds kamp i Dynekilen. Hans søn, søløjtnant Laurids Munk (død 1747), var sidste mand af slægten.

## Slægten Munk af Kovstrup
Slægten Munk "af Kovstrup" førte et ved et tretindet mursnit af sølv og rødt skrådelt skjold, på hjelmen to af sølv og rødt vekselvis delte vesselhorn, ganske det samme våben som slægten Galskyts. Den levede i 14. og 15. århundrede på Kovstrup i Hassing Herred og uddøde vistnok med Bertel Munk til Nørager, der 1580 beseglede hyldingen blandt adelen i Ribe Stift.

## Slægten Munk af Fjællebro
Slægten Munk "af Fjællebro" førte en sort bjørnelab i sølv felt, på hjelmen to af sølv og sort vekselvis delte vesselhorn. Ebbe Munk var i slutningen af det 15. århundrede høvedsmand på Varberg og førte sammen med hr. Henrik Krummedige den hær, der belejrede Elfsborg. Hans sønnesøn, lensmand på Antvorskov Ebbe Munk til Fjællebro (1551-1622), var sidste mand af denne slægt. Sammen med sin åndelig interesserede hustru, Sidsel Høg til Steensgård, der blev forfatterinde til en yndet bønnebog, grundlagde han en fattigstiftelse i sognebyen Herringe.

## Slægten Munk fra Halland
Slægten Munk fra Halland synes at have været af gammel adel, hvilket dog ikke
omtales, da Erik Munk, der havde taget fremtrædende del i Den Nordiske Syvårskrig og 1577 som admiral anført et søtogt til Danzig, 15. august 1580 fik adelsbrev med følgende våben: En af 3 røde haner ledsaget guld sparre i blåt felt, på hjelmen en rød hane mellem to af rødt og guld vekselvis delte vesselhorn. Han havde store forleninger i Norge, hvor han gjorde sig forhadt af almuen på grund af skånselsløse udsugelser. Klagerne over ham førte til, at han fængsledes på Dragsholm, hvor han hængte sig 1594. I ufri forbindelser havde han flere sønner, af hvilke her skal nævnes Nordpolsfareren Jens Munk (1579-1628). Hans efterslægt henregnedes ikke til adelen, men levede, endnu i slutningen af det 18. århundrede som borgere og bryggere i København.

## Slægten Munk af Lange
Den mest betydelige slægt Munk tilhørte på fædrene side adelsslægten Lange med de tre roser i skjoldet og stammede på mødrene side fra de bjælke-Munk'er, uden at afstamningen fra de to slægter er helt klarlagt. I slutningen af det 15. århundrede levede to brødre Peder Munk og biskoppelig lensmand på Silkeborg Oluf Munk, der begge skrev sig til Krogsgård. Den førstnævntes søn, Hans Munk til Krogsgård (død 1535), var fader til statholder i Norge og lensmand på Akershus Christen Munk til Tåbdrup (død 1579), der med vekslende held kæmpede mod svenskerne, og til lensmand på Frederiksborg, Krogen og Hørsholm Jørgen Munk til Krogsgård (død 1577). Sidstnævntes søn, Frederik Munk til Krogsgård, Rugballegård, Linnet og Haraldskær (1566-1634), var fader til Jørgen Munk til Haraldskjær, med hvem våbenet lagdes i graven. Ovennævnte Oluf Munk var fader til biskop i Ribe Iver Munk (død 1539). Denne var straks efter kong Hans' død en tilhænger af hertug Frederik og spillede senere en betydelig rolle i det jyske råds opstand mod Christian II. Han modsatte sig Christian IIIs valg til konge, og fængsledes 1536 med de andre biskopper, idet han dog snart efter blev frigivet og forlenet på livstid med Ribe Bispegård. Som biskop roses han i øvrigt for sin lærdom og sit vennesæle væsen, ligesom han med iver tog sig af kirkens og stiftets anliggender. Hans to uægte sønner omtales nedenfor. Broderen landsdommer Mogens Olufsen Munk til Volstrup (død 1558) blev af de misfornøjede jyske råder befuldmægtiget til at forhandle med hertug Frederik og skal, da han på vejen traf Christian II i Vejle, have efterladt opsigelsesbrevet til denne i sin handske. Kort efter blev han optaget i rigsrådet og holdt ved Frederik Is hylding på marken udenfor Viborg talen til den forsamlede mængde. Hans søn, Ludvig Munk til Palsgård (død 1537), var fader til rigsmarsken Peder Munk til Estvadgård (1534-1623) og til Ludvig Munk til Nørlund (1537-1602). Den førstnævnte af disse to brødre var 1559 med på Ditmarskertoget, gik derefter til søs og gjorde tjeneste som "løjtnant" hos Herluf Trolle og Erik Rud. Han kommanderede 1567-69 som admiral, bemægtigede sig sidstnævnte år over 150 Koffardiskibe i Reval, var atter "løjtnant" til søs, blev 1571 medlem af rigsrådet og nogle år senere rigsadmiral. I 1588 kom han ind i det firemandsudvalg, som styrede rigerne under Christian IVs mindreårighed; ved kongens regeringstiltrædelse udnævntes han til rigsmarsk, hvilket embede han beklædte til 1608.
Broderen Ludvig Munk udnævntes til hofmarskal, sad 1577-83 som lensmand på Akershus og statholder i Norge og havde derefter andre norske forleninger, som blev ham fratagne på grund af slet styrelse. I sit ægteskab med Ellen Marsvin blev han fader til Christian IVs ægtefælle, fru Kirstine Munk (1598-1658). Ovennævnte landsdommer Mogens Munks anden søn, Oluf Munk til Palsgård (død 1569), blev 1531 designeret til farbroderen biskop J. Munks efterfølger, optoges 1533 i rigsrådet, deltog som koadjutor i udøvelsen af de biskoppelige forretninger, men opnåede ikke pavelig indvielse. Han fængsledes 1536 med de andre biskopper, men slap løs året efter; indtog nu en meget betydelig stilling som verdslig stormand, genoptoges i rigsrådet 1542 og blev begunstiget med indbringende len. Trættekær og pengebegærlig var han en plage for bønderne. Efter Reformationen havde han ægtet Drude Rantzau, der rejste ham et pragtfuldt mindesmærke i Hjerm Kirke.

## Den nyere slægt Munk
Ovennævnte biskop Iver Munks to uægte sønner med Ide Pogwisch, Frands Iversen til Strandbygård og Niels Iversen til Vejbjerggård, regnedes for adel, men ikke til den slægt, som faderen tilhørte. De førte tre blå kugler (2, 1) i sølv, på hjelmen tre lignende kugler på blå stilke. Den sidstnævntes sønnesøns søn, Mogens Nielsen Munk til Ørnhoved, der endnu levede 1660, var antagelig sidste mand af denne, betydende slægt - dog, er andre familiegrene stadig i live. 

## Liste over væsentlige medlemmer af slægterne
- Christen Hansen Munk (død 1579) til Tåbdrup
- Christen Nielsen Munk (død 1612) til Gjessinggård
- Ebbe Munk (1551-1622) til Fjællebro
- Erik Nielsen Munk (ca. 1594)
- Hans Munk (1770-1848) – læge
- Ide Munk (ca. 1586)
- Iver Munk (død 1539) – biskop i Ribe Stift
- Jens Munk (1579-1628) – opdagelsesrejsende
- Jørgen Munk (ca. 1577)
- Kirsten Munk (1698-1658) – Christian 4.s hustru til venstre hånd
- Leonora Cristina Ulfeldt (1621-1698)  - Christians 4.s og Kirsten Munk's datter
- Laurids Munk (død 1702) – officer
- Ludvig Munk (1537-1602) til Nørlund Slot – dansk adelsmand
- Mogens Pedersen Munk (død 1410) – rigsråd
- Mogens Olufsen Munk (død 1558) til Volstrup, landsdommer, rigsråd
- Niels Jensen Munk (død ca. 1365) – kansler
- Oluf Munk (død 1569) – biskop, rigsråd
- Palne Jensen Munk (død ca. 1365) – marsk
- Peder Munk (ca. 1340) – til Holbækgård i Jylland
- Peder Munk (1534-1623) – til Estvadgård, rigsmarsk
- Lisbeth Mathilde Munk Langhave (født 1944 - dansk adelskvinde
- Nicklas Alexander Munk González (født 2002) - dansk adelig, efterkommer af grevinde Kirsten Munk